# Новопавловский сельский совет (Великоалександровский район)
Новопавловский сельский совет (укр. Новопавлівська сільська рада) — входит в состав
Великоалександровского района
Херсонской области
Украины.
Административный центр сельского совета находится в селе Новопавловка
.

## История
- 1842 — дата образования.

## Населённые пункты совета
- с. Новопавловка
- с. Буцовское